# 六氟化硫
六氟化硫（化学式：SF6）是一种无色、无味、无毒的气体，不可燃，微溶于水。分子为八面体构型，属于超价分子，无极性。六氟化硫是常用的致冷剂及輸配電設備的絕緣與防電弧氣體，但它也是很持久的温室气体，其全球变暖潜能为CO₂的23500倍。
作为典型的非极性气体，六氟化硫微溶于水，但易溶于非极性有机溶剂。其在海平面条件下的密度为6.12克/升，远高于空气密度（1.225克/升）。该气体通常以液化压缩气体的形式进行储存和运输。

## 制备
六氟化硫由单质化合制取，反应也会生成硫的其他氟化物如十氟化二硫，可通过加热使其歧化后，再用氢氧化钠处理除去剩余的四氟化硫而纯化。

## 性质
六氟化硫是个极为惰性的气体，不与水、盐酸、氢氧化钠和熔融的钠作用，但会与金属锂反应并放热。
六氟化硫的一氯代物（SF5Cl）可以用四氟化硫为原料制备，结构与六氟化硫类似，但具强氧化性，很快水解生成硫酸盐。

## 對聲音的影響
吸入六氟化硫後聲音變粗，因為六氟化硫氣體的重量使人的聲帶中聲波的頻率降低一半，與吸入氦氣後聲音變尖變細正好相反。

## 相關
- 六氟化硒
- 六氟化碲
- 超价分子

## 延伸阅读
- Christophorou, Loucas G., Isidor Sauers (编). . Plenum Press. 1991. ISBN 0-306-43894-1.
- Holleman, A. F.; Wiberg, E. "Inorganic Chemistry" Academic Press: San Diego, 2001. ISBN 0-12-352651-5.
- Khalifa, from Maller and Naidu (1981)
- SF6 Reduction Partnership for Electric Power Systems